# Народноослободилачки фронт (Грчка)
Народноослободилачки фронт (грч. Εθνικό Απελευθερωτικό Μέτωπο, Ethniko Apeleftherotiko Metopo, скраћено ЕАМ), била је најснажнија грчка организација отпора окупационим силама Осовине у Другом светском рату.
Оружано крило овог покрета отпора била је Народноослободилачка војска Грчке.
По много чему Народноослободилачки фронт Грчке био је сличан Народноослободилачком покрету Југославије. Водећу улогу у ЕАМ-у имала је Комунистичка партија Грчке а спољну подршку покрету давао је СССР.

## Историја

### Оснивање
Одлуку о оснивању ЕАМ-а донела је КП Грчке након окупације земље, на свом Седмом пленуму, усркос одбијању великих политичких партија да не учествују у тој организацији. ЕАМ је основан 27. септембра 1941. од стране представника четири левичарске организације: Лефтериса Апостолоуа у име КП Грчке, Христоса Хоменидиса у име Грчке социјалистичке партије, Илијаса Тсиримокоса у име Уније за народну демократију и Апостолоса Војатзиса као представника Грчке земљорадничке партије.
ЕАМ је у својој декларацији позвао Грчки народ на ослобођење од страног јарма уз обећање да ће након ослобођења омогућити Грцима да сами одреде свој облик власти. Истовремено декларација је оставила отворена врата и осталим политичким партијама да им се придруже у тој борби. Од самог почетка је КП Грчке, због своје бројчане надмоћи и добре организованости у односу на своје партнере, преузела доминантни положај унутар новог покрета. Како је генерални секретар партије Николаос Захаријадис, био интернисан у концентрациони логор Дахау за председника ЕАМ-а изабран је његов партијски друг Георгиос Сијантос. Убрзо након ЕАМ-а, КП Грчке је основала и своју војну организацију ЕЛАС 1942. године, која је почела са оружаним отпором.

### Други светски рат
Када су у Грчкој уведене мере против Јевреја, Народноослободилачки фронт је био најефикаснији у пружању помоћи Јеврејима да преживе. Припадници покрета отпора изигравали су планове нациста уништавајући податке о јеврејској заједници у Атини, а помогли су и рабину да пребегне на слободну територију. ЕАМ-ова илегална штампа редовно је објављивала позиве становништву да помаже јеврејским суграђанима, док им је сама организација омогућавала да се пребаце на Блиски исток или их регрутовала као добровољце у своје редове.
ЕАМ је брзо постао најзначајнија организација покрета отпора у земљи, која је котролисала највећи дио ослобођених територија у брдима северне Грчке.
Кад су се Силе Осовине повукле из Грчке у октобру 1944, ЕАМ је контролисао 2 / 3 Грчке. ЕАМ је учествовао на Либанској конференцији у септембру 1944. коју су организовали Британци, на којој је договорено уједињење свих ривалских покрета отпора, као и политичких покрета, владе у егзилу са домаћим политичарима. ЕАМ је учествовао у првој послератној грчкој влади са својих шест министара. Сарадња са Британцима и десним политичким ривалима трајала је све док ЕАМ није организовао велике демонстрације у Атини 3. децембра 1944. против више него очигледне фаворизације десних политичких партија коју је проводила британска војска. Након тог је букнула декабријана, оружана борба против Британаца и владиних снага.

### Грчки грађански рат
Након тога је дошло до потписивања Споразума у Варкизи 12. фебруара 1945, на којем је договорено разоружање ЕЛАС-а. У априлу су ЕАМ напустили Грчка социјалистичка партија и Унија за народну демократију. Након тог се разбуктао Грчки грађански рат који је трајао до 1949. у ком је политички учествовао и ЕАМ на страни комуниста.